# Chloë Fox
Chloë Catienne Fox (nacida el 22 de febrero de 1971) es una política australiana que representó en la Asamblea del Sur de Australia, asiento del distrito de Bright desde 2006 a 2014 para el Partido Laborista Australiano. 

## Vida personal
Fox es la hija de la autora australiana de novelas para niños Mem Fox y del profesor Malcom Fox. Fox asistió al Blackwood High School en el sur de Adelaida y asistió a la Universidad de Adelaida y a la Universidad de la Ciudad de Londres.
Estuvo comprometida con su compañero político Leon Bignell desde marzo de 2006 hasta marzo de 2007, cuando la boda se suspendió.
A finales de 2009, Fox anunció que estaba embarazada, con fecha prevista para el parto en marzo de 2010, cerca de la fecha de para las elecciones estatales de 2010. La identidad del padre ha sido guardada en secreto después de la ruptura de su relación de larga duración. Su hijo, Theo, nació dos meses prematuro en enero de 2010.

## Carrera
Fox trabajó como periodista en el Adelaide Advertiser durante tres años y medio, viajó a Francia, donde trabajó para Elle Online y la UNESCO, antes de regresar a Adelaide, donde consiguió un graduado en Educación y luego trabajó como profesora de instituto de Inglés, Francés e Historia en el Loreto College, Marryatville.
Fox se implicó en política desde una temprana edad, repartiendo tarjetas sobre cómo votar del Partido Laborista Australiano a los 14 años de edad. Fox estuvo vinculada con la Asociación de Tiendas, Distribuidores y Empleados Aliados (SDA).
En la Elecciones federales de Australia de 2004, se presentó contra Andrew Soutchott en el asiento Partido Liberal de Australia de Boothby y logró un 9.9 de porcentaje en las primarias y 2 por ciento entre los dos partidos. Seguidamente ella se hizo cargo del asiento del distrito de Bright en las elecciones estatales del Sur de Australia de 2006 contra el ministro Angus Redford, quien intentaba cambiar el Consejo Legislativo a la Casa de la Asamblea. Ella consiguió vencer una dura batalla, pero ganó en una victoria electoral, logra un 16.9 por ciento en las primeras y un 14.4 entre los dos partidos.
En marzo de 2009, Fox se convirtió en secretaria del parlamento del Premier durante un reajuste ministerial en el gobierno de Rann.
En abril de 2010, Fox fue nombrado Vice portavoz y presidente de la Comisión en la Casa de la Asamblea. En 2011, fue nombrada Ministra de Servicios del Transporte. Fue también nombrada ministro asistente del Ministro de Artes. En 2014, ella no regresó a su asiento. En septiembre de 2014, fue nombrada Autoridad de Apoyo de Por Vida. En enero de 2015, fue contratada por DECD en un instituto.